# 블로그와이드
블로그와이드(BLOGWIDE)는 인터넷언론을 지향하는 블로그 메타사이트, 일명 메타블로그이다. '블로그와이드는 블로그 메타사이트를 뛰어넘는 인터넷 언론'을 지향하고 있으며 '미디어 2.0'을 표방하고 있다. 2008년 2월 12일 시즌1을 오픈하였으며, 2008년 5월 12일 시즌2를 베타 오픈하였다.

## 역사
- 2008년 2월 12일 Media2.0 Blogwide 시즌1 그랜드오픈
- 2008년 2월 26일 블로그 메타사이트 블로그와이드 오픈관련 뉴스 블로터닷넷 보도 (기사원문보기)
- 2008년 5월 12일 인터넷언론-미디어2.0 블로그와이드 시즌2 베타오픈
- 2008년 5월 27일 블로그메타사이트인 블로그와이드, 인터넷언론으로 시즌2 오픈관련 뉴스 연합뉴스 보도 (기사원문보기[깨진 링크(과거 내용 찾기)])

## 운영자
- 블로그와이드는 웹 2.0, 시맨틱 웹, SNS, 소셜 웹 등의 인터넷 트랜드에 대하여 포스팅 하고 있는 깜냥닷컴 블로그 운영자인 윤상진이 운영하는 메타블로그이다.